# Marcus Valerius Maximus Messalla
Pour les articles homonymes, voir Valerius Maximus et Valerius Messalla.
Marcus Valerius Maximus Messalla est un homme politique de la République romaine du dernier quart du IIIe siècle av. J.-C. Il est le fils de Manius Valerius Maximus Corvinus Messalla (consul en 263 av. J.-C.)
En 226 av. J.-C., il est consul avec comme collègue Lucius Apustius Fullo ; il organise les forces alliées des Romains en Italie, pour se protéger d'une éventuelle invasion des Gaulois. Lors de la deuxième guerre punique, en 210-209 av. J.-C., il est préfet de flotte (praefectus classis) et dévaste notamment la côte aux abords d'Utique.